# Ansitz Schneeburg

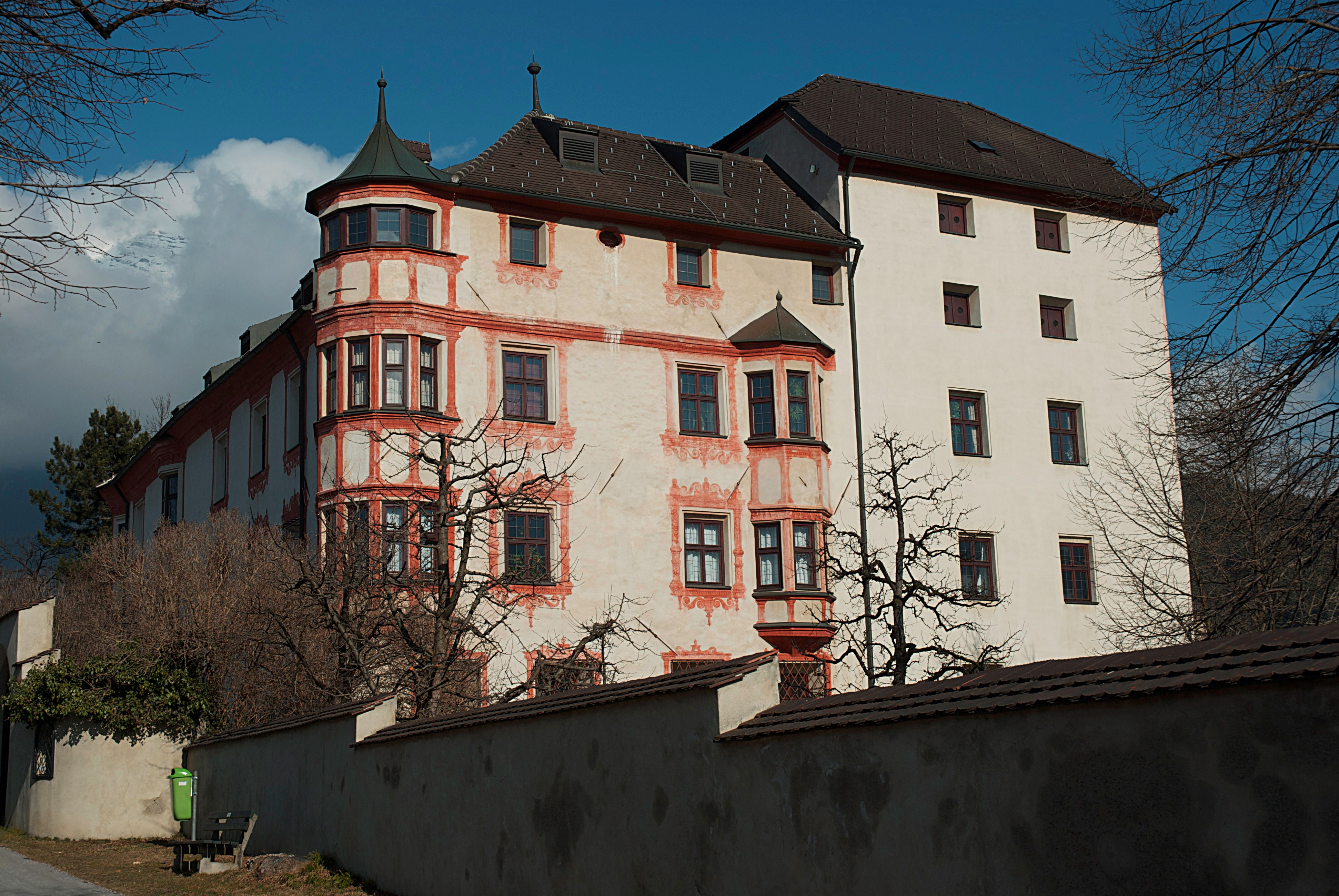
Ansitz Schneeburg (2010)

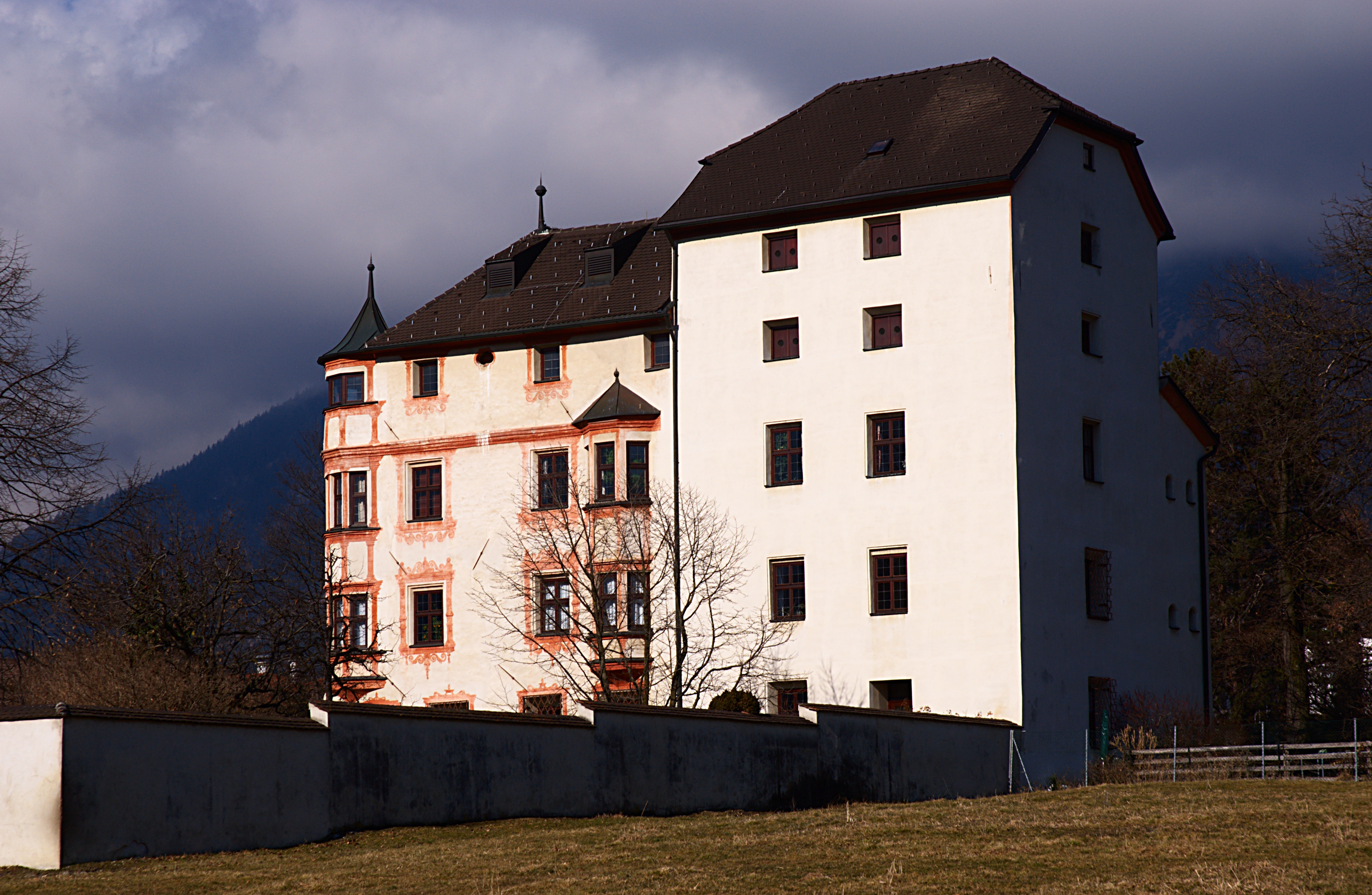
Ansicht von Südosten

Der Ansitz Schneeburg steht in der Gemeinde Mils bei Hall in Tirol.

## Geschichte
Der spätgotische Ansitz am westlichen Dorfrand wurde im Jahre 1553 von Hans Schneeberger von Salthaus erbaut, welchen Grund er seinem Schwager Paul Kripp abkaufte. Sein Sohn Ruprecht Schneeberger erwarb 1581 mit der Nobilitierung den Namen Schneeberger von Schneeburg und nannte den nunmehr landtagsfähigen Ansitz auch so. Er erbaute von 1581 bis 1583 den östlichen bergfriedförmigen Turm, welcher ursprünglich mit Zinnen abgeschlossen hat. Im Jahre 1633 erweiterten die Brüder Hans Dietrich von Schneeburg und Hans Wolfgang von Schneeburg den Ansitz um einen Nordtrakt und belebten die Fassaden um fünf Ecker. Nach dem Erdbeben von 1670 wurden die Zinnen des Turmes entfernt und ein Krüppelwalmdach aufgesetzt. 1802 ließ Ignaz Johann Freiherr von Schneeburg die Anlage erneuern. Die Tochter von Alois Freiherr von Schneeburg brachte den Besitz an die Freiherren von Giovanelli. Ende des 19. Jahrhunderts war die Eigentümerin Aloisia Freiin von Giovanelli. Darauf folgte im 20. Jahrhundert wiederum die Familie Kripp. 

## Beschreibung
Die Architekturgliederung der Fassadenmalerei und deren Figuralszenen sind im Stil der Renaissance. Auch im Renaissance-Stil gibt es als Inneneinrichtung zwei Türen mit Ruinenarchitektur aus 1558 von einem Künstler aus dem Umkreis von Hans Waldner. Weiters zwei Renaissance-Kachelöfen. Es gibt eine frühbarocke Vertäfelung aus 1661. Aus der ehemaligen Hauskapelle gibt es ein Altarbild Mariä Himmelfahrt von Franz Lucchese aus 1605.